# ماتیبابو (آزمایش سریع مالاریا)
ماتیبابو (انگلیسی: Matibabu) یک شرکت اوگاندایی است که دستگاه پزشکی برای تشخیص مالاریا ایجاد کرده‌است.
این دستگاه قادر به تشخیص انگل‌های مالاریا در گلبول‌های قرمز خون برای اهداف تشخیصی است.